# Mark Feehily
Mark Feehily, właśc. Markus Michael Patrick Feehily (ur. 28 maja 1980 w Sligo) – irlandzki piosenkarz, autor tekstów, członek popularnego irlandzkiego boysbandu Westlife. Jest jego najmłodszym członkiem. Westlife wydał dwanaście albumów, wyruszył w trzynaście światowych tras koncertowych i zdobył kilka nagród, stając się jedną z najbardziej utytułowanych grup muzycznych wszech czasów. Z 15 występami numer jeden, jest również najwyżej notowanym wykonawcą LGBT i irlandzkim wykonawcą LGBT na brytyjskiej liście singli .

## Życiorys

### Wczesne lata
Uczęszczał do Summer Hill College. Był asystentem w laboratorium fotograficznym.

### 1998–2012:Six as One,IOYou,Westlife
Feehily zyskał sławę jako jeden z dwóch głównych wokalistów boysbandu Westlife, drugim był Shane Filan. Przed Westlife Feehily, Filan i Kian Egan byli członkami założonego przez siebie sześcioosobowego boysbandu IOYOU z Sligo, wcześniej nazywanego Six As One, który wydał singiel „Together Girl Forever” oraz piosenki „Everlasting Love” i "Dobra rzecz." Z Louisem Walshem, menedżerem Boyzone, skontaktowała się matka Filana i dowiedział się o grupie. Ostateczny skład, ustanowiony 3 lipca 1998 roku, składał się z Feehily, Filana i Egana z oryginalnego składu oraz Nicky Byrnei Bryan McFadden, nowi członkowie, którzy wzięli udział w przesłuchaniach z Dublina. Piosenkarz Boyzone Ronan Keating został powołany do współzarządzania grupą z Walsh, obejmując rolę doradczą.
Lekko występujący z Westlife, 2011
Feehily w kilku przypadkach zaśpiewała dla zespołu całkowicie solo w piosenkach:
- „Imaginary Diva” (z albumu World of Our Own )
- „Moon River” (z albumu ...Allow Us to Be Frank )
- „Talk Me Down” (z albumu Where We Are )
- "Before It's Too Late" (z albumu Gravity ).

Podczas występów na żywo Feehily zaśpiewała również całkowicie solo do utworów „ Oh Holy Night ”, „Imaginary Diva”, „Talk Me Down”, „Before It's Too Late” i „Il Adore” Boya George'a. Oprócz tego, że jest głównym wokalistą, Feehily jest także współautorem kilku piosenek, w tym kilku z członkami swojego zespołu. Feehily rozmawiał z The Boston Globe o swoim zakłopotaniu z powodu albumu Westlife Rat Pack - hołdu, ...Allow Us to Be Frank ; winił wytwórnię Westlife za zmuszenie ich do nagrania po tym, jak Robbie Williams odniósł sukces z tego typu muzyką. Odrzucił tę instancję jako „dziwny czas” w karierze Westlife. Mimo to określił swoją rolę w Westlife jako „najlepszą pracę na świecie”.

### 2015–2018: Kariera solowa
Oprócz wydawania muzyki w ramach Westlife Feehily wydawał również muzykę jako artysta solowy, pod nazwą „Markus Feehily”, a nie „Mark Feehily”, co było znane jako w Westlife. W lutym 2015 roku Feehily rozpoczął karierę solową radiową premierą swojego debiutanckiego singla „ Love Is a Drug ” na antenie RTÉ 2fm w Irlandii.  Następnego dnia utwór miał swoją premierę online, za pośrednictwem Wonderland Magazine.  Chwilę po premierze utworu został on udostępniony w przedsprzedaży na iTunes  a oficjalny teledysk do utworu pojawił się na jego kanale Vevo dwa tygodnie później. Piosenka została wydana 19 kwietnia 2015 roku.  Wydał swój debiutancki solowy album studyjnyPożar w dniu 16 października 2015 r. Zawiera single „ Love Is a Drug ” i „Butterfly”. Był supportem dla Wet Wet Wet i Mariah Carey. Został również zaproszony przez Russella Crowe w Olympia Theatre w Dublinie 1 października 2017 roku na jego koncert „Dublin Indoor Garden Party” do zaśpiewania „Love Was My Alibi”, napisanego przez Crowe i Carla Falka do filmu „ The Water Diviner ”. w którym Crowe zarówno wyreżyserował, jak i zagrał główną rolę, w towarzystwie Alan Doyle i Falk.  Jego drugi album Christmas, zawierający utwór „ River ”, będący interpretacją piosenki Joni Mitchell.

### 2018–obecnie:  Westlife z nową muzyką i trasą koncertową
W październiku 2018 r. na oficjalnych platformach mediów społecznościowych Westlife opublikowano film, zapowiadający zjazd grupy jako czteroczęściowy. W 2019 roku grupa będzie headlinerem „ The 20 Tour ”, nazwanym na cześć 20. rocznicy powstania Westlife i wydania pierwszego singla „ Swear It Again ” w 1999 roku. Oprócz tras koncertowych, Westlife będzie również wypuszczanie nowej muzyki. „ Hello My Love ”, pierwszy singiel z nadchodzącego albumu grupy, zadebiutuje na Graham Norton Show 10 i 11 stycznia 2019 roku.

## Życie prywatne
Urodził się w Sligo w Irlandii. Jest synem Marie i Olivera Feehily. Dorastał z dwoma młodszymi braćmi, Barrym i Colinem.
W wywiadzie dla brytyjskiego tabloidu „The Sun” ujawnił się jako gej. Od stycznia 2005 do grudnia 2011 był w związku z Kevinem McDaidem, członkiem boysbandu V.

## Pisanie piosenek
Feehily jest współautorem kilku piosenek Westlife, wszystkich piętnastu utworów ze swojego debiutanckiego solowego albumu oraz wielu niepublikowanych piosenek.
Ogłosił w mediach społecznościowych, że on i Shane Filan napisali nowy singiel dla Emeli Sandé i Ronana Keatinga zatytułowany „One of a Kind” wydany w 2020 roku.